# Zmije Nitscheova
Zmije Nitscheova (Atheris nitschei) nebo také ateris Nitscheův je druh zmije z rodu Atheris, žijící ve dvou izolovaných oblastech centrální Afriky. Prvním areálem je oblast od jihozápadu Ugandy, přes Demokratickou republiku Kongo, do Tanzanie. Druhým areálem je areál od jižního cípu jezera Tanganika po severní cíp jezera Malawi.

## Poddruhy
Druh se dělí na dva poddruhy, a to nomotypický Atheris nitschei nitschei a Atheris nitschei rungweensis:
- A. n. nitschei obývá Ugandu, severozápadní Tanzanii, Rwandu, Burundi a Demokratickou republiku Kongo (provincie Kivo a Shaba). Tento poddruh je o něco větší. Dosahuje i přes 70 cm. Na rozdíl od poddruhu A. n. rungweensis leze i do výše položených větví. Byla nalezena i 7 metrů vysoko. Oba poddruhy dosahují v horských lesích i výšky 2000 m n. m. (A. n. Nitschei až 2800 m n. m.). V těchto výškách už však zmije žijí většinou na zemi.

- A. n. rungweensis žije v roztroušených lokalitách Jihozápadní Tanzanie, severovýchodní Zambii a jih plošiny Nyika v severním Malawi. Tento poddruh žijící na větvích v podrostu horských lesů bývá občas popisován jako samostatný druh. Dosahuje maximálně 65 cm.

## Vzhled
Jejím přirozeným prostředím jsou větve stromů v tropických lesích, z tohoto důvodu je zeleně zbarvena a to od zářivých odstínů po olivově zelenou až zelenomodrou. Břicho bývá světlé. Na temeni trojúhelníkové hlavy má skvrnu ve tvaru V. Šupiny jsou kýlnaté, oči černé. Tmavě zbarvený bývá i konec ocasu. Pravděpodobně jeho pohybem láká kořist.

## Způsob života
Samice mívá až 13 živých mláďat, která dosahují asi 15 cm délky. Jejich jedový aparát je ihned provozuschopný. Oba poddruhy dosahují průměrné délky kolem 40 centimetrů. V horách jsou samozřejmě menší. Živí se především ještěrkami a žábami. Nepohrdne však ani ptákem či drobným hlodavcem. Je to noční zvíře. V místech svého výskytu jde o poměrně hojného hada, uštknutí člověka však nejsou příliš častá. Navíc nemá natolik silný jed, aby mohla způsobit vážnější komplikace.